# Hunji (K), Bhalki
Hunji (K) là một làng thuộc tehsil Bhalki, huyện Bidar, bang Karnataka, Ấn Độ.